# Team Vestjylland
Team Vestjylland (deltager i første sæson 2003/2004) er et holdfællesskab mellem en række håndboldklubber i Lemvig Kommune.
Klubbens koncept er opbygget omkring udvikling af lokale talenter til Lemvig Håndbolds 1. divisionshold.
I 2007 bidrog Team Vestjylland med 4 spillere til forskellige danske ungdomslandshold.

## Historie
- 2003: Tangsø FS og NNFH Lemvig bliver enige om rammerne for et holdfællesskab, som indbefatter de to moderklubbers Herre Junior hold.
- 2005: Holdfællesskabet udvides, således at den nu også indbefatter Herre Ynglinge. Herudover starter samarbejdet på damesiden.
- 2006: Det tilkendegives, at alle interesserede klubber i Lemvig Kommune kan deltage i samarbejdet. Herre Ynglinge kvalificerer sig til den landsdækkende Ynglinge Liga.
- 2007: Herre Ynglinge holdet sætter en milepæl, da det vinder DM-guld over 2 kampe mod Odense hf.
- 2008: Herre Ynglinge holdet deltager for 2. år i træk i DM-slutspillet.
- 2008: For 3. år i træk kvalificerer Team Vestjylland sig til den danske U18 liga.

## Resultater
- 2007
  - Herre Ynglinge vinder DM-guld.

## Ekstern kilde/henvisning
Lemvig Håndbolds officielle hjemmeside (Webside ikke længere tilgængelig)

Team Vestjyllands officielle hjemmeside (Webside ikke længere tilgængelig)
| Sport | Spire Denne artikel om sport er en spire som bør udbygges. Du er velkommen til at hjælpe Wikipedia ved at udvide den. |